# Polyommatus gigantea
Polyommatus gigantea är en fjärilsart som beskrevs av Grum-grshimailo 1885. Polyommatus gigantea ingår i släktet Polyommatus och familjen juvelvingar. Inga underarter finns listade i Catalogue of Life.